# 35歳の少女
『35歳の少女』（さんじゅうごさいのしょうじょ）は、2020年10月10日から12月12日まで日本テレビ系「土曜ドラマ」で放送されたテレビドラマ 。主演は柴咲コウ。
遊川和彦が脚本を担当する。柴咲は5年ぶりの民放連続ドラマ主演であり、遊川とは2015年放送の『○○妻』以来5年ぶりのタッグを組む。ストーリーの全体はシリアスな場面が多い。『家政婦のミタ』や『同期のサクラ』の制作チームが再集結する。不慮の事故で長い眠りについた少女が25年の時を経て目覚め、全てが変わった世界を生きていく成長物語。
物語の中で小学生の時に結人が望美に貸した児童文学書「モモ」が、随所で引用されている。

## あらすじ
1995年、10歳の今村望美はお使いの途中で自転車のブレーキが壊れて、崖から放り出される。意識を失った望美はそのまま25年間眠り続けていた。しかし、35歳の誕生日に望美は目を覚ます。退院祝いですき焼きを食べるうち、家族や初恋である広瀬結人が自分の理想とは違うものになっていたことを知り望美は号泣する。望美は体は35歳だが心は10歳のままで、結人に勉強を教わったり、反抗期を経験したりして急速に成長していく。結人の過去のトラウマも解決した望美は、想いが通じ晴れて交際することになるものの、多恵からは認められない。望美は結人と暮らすため、家を出ていく。幸せに思えた生活だが、現実を見ている結人と理想を語る望美は次第にすれ違い、望美は結人の元も出ていく。孤独感から冷徹な人間になった望美はYoutuberになり、時間の売買による斡旋で生計を立てていたが、元に戻って欲しい結人は説得を試みる。多恵も説得するが口論になり、そのうち無理心中をしようとしてしまう。しかし、多恵がくも膜下出血で倒れ望美は助かる。介護した愛美の功績もあり多恵は目を覚ますが、進次と愛美、望美と言葉を交わし息を引き取る。望美は実家に戻り愛美と住むことを提案する。そんな中、望美は由紀の結婚式で結人と再会。ドタキャンした司会の代役を務め上げ、北海道のローカルテレビ局のアナウンサーにスカウトされる。迷った望美だが、結人に背中を押され北海道の地に旅立つ。36歳の誕生日、母が微笑んで誕生日を祝ってくれる夢を見た望美。夢であったアナウンサーの仕事をするのだった。

## キャスト

### 主要人物
時岡望美（ときおか のぞみ）〈35〉
演 - 柴咲コウ（10歳時：鎌田英怜奈〔第4話までは心の声を鎌田が吹き替えている〕）
主人公。1985年9月1日生まれ。旧姓：今村。
アナウンサーを夢見る少女だったが、1995年10月10日、小学4年生の時、お遣いの途中で乗っていた自転車のブレーキが突然利かなくなり、事故に遭う。それから昏睡状態となるが、25年後の2020年9月1日の誕生日に心は10歳で身体は35歳の状態で突如として目覚める。困った際に自室のベッドで旧亀の縫いぐるみのデデに話しかけるなど、心身ともに未熟な状態になっていた。広瀬結人に初対面の際に一目見て惚れ込み一方的に付き合っていると言い続けるが、皮肉にも結人に教師への復帰のきっかけを作った。5話終盤にて結人と実家を去っていくが、7話で理想を失った結人に幻滅し、彼の家を去る。
その後は今までの明るさや笑顔を失った現在の多恵のような無表情且つ冷徹な人間に変貌し、YouTuberとして世間の時間を無駄にしている人間に「私に時間を売ってください」と頼むようになる。
広瀬結人（ひろせ ゆうと）〈35〉
演 - 坂口健太郎（10歳時：込江大牙）
望美の初恋の相手で同級生。第8話の回想から望美が告白の練習をしている最中に出くわしそっけない態度を取ってしまい、その翌日に望美が事故にあい自分の思いを告げられなかったことから後悔していた。
小学校の教師をしていたが、いじめを受けていた教え子の自殺をきっかけに退職。それ以降は結婚式の新郎の友人役としてスピーチをするといった代行業を務めている。自信なさげで他人に対して批判的に生きてきたが、望美が目覚めることにより恋心が再び芽生え、今の自分を変えようと思うようになる。5話ではかつての教え子の墓へ望美とともに赴き再び教師の道を歩むことを決意し、2人で住むようになる。

### 時岡家
時岡多恵（ときおか たえ）〈57〉
演 - 鈴木保奈美
望美の母。旧姓：今村。
結婚前はハウスメーカーに勤めており、そこで出会った進次を好きになり結婚。望美の事故後は二人で看護をしていたが5年後に離婚し、以後は一人で看護を続け望美を目覚めさせた。望美の世話の傍ら、保険会社の外交員を務めている。事故前は明るく笑顔を絶やさない姿が見受けられたが、望美が目覚めてからは笑顔が消えており、冷たさすら感じさせる。望美の看護に力を注ぎすぎたあまり、愛美や進次、家のことを疎かにしてしまったことで家族の間に亀裂が走ってしまう。第7話ではそれを望美にも指摘された。何かと上から目線で話すため進次や愛美からはそのために周りから誰もいなくなると言われている。愛美に愛情をあまり注いであげられなかったことに関しては少し自覚はしており、しっかり者の愛美につい甘えてしまい、その結果自分に怒りを覚えた彼女とどう向き合っていけばいいのか分からなかったと後に打ち明けている。
第8話の終盤で結人に頼まれ、変貌した望美と共に一緒に窓から身を投げ出そうとするが、その最中に長年の無理が祟り、心不全とくも膜下出血で倒れ、意識を失う。医師に意識を取り戻すのはまず無理だと言われている。
第9話では前述の行動が望美を死なせるためではなく、望美を元に戻したいという願いからのものだったことが日記を読んだ愛美によって語られる。その後、望美と愛美が彼女の傍で歌ったことにより、一時的に目が覚めるも心臓が弱っているため今度意識がなくなった場合回復は難しい状況の中で進次には笑顔を忘れないように言い、最期に「愛してる」という言葉をかけ続けて息を引き取った。
時岡愛美（ときおか まなみ）〈32〉
演 - 橋本愛（7歳時：阿部久令亜）
望美の3歳下の妹。旧姓：今村。
大手広告代理店の営業部に勤務。仕事ができるしっかり者だが、恋には不器用なメンヘラ。
25年前に豆腐のお使いに行くのを嫌がり、望美に頼んだことが事故の原因だと思っており、第1話で多恵がすき焼きを作っていた際には自分への嫌がらせかと怒っていた。豆腐はこのことがトラウマで第2話で望美が買ってくるまで食べていなかった。
交際していた相沢に未練を抱いているため、彼を追い回すといったストーカー同然の行為を行っている。望美の事故後、母の多恵が付きっきりで世話をしていたことから、構ってもらえなくなり孤独を感じながら過ごしたことがトラウマとなり、歪んだ恋愛観を持つに至った。
父と同じで酒癖がかなり悪く、これが営業部から外される要因にもなった。
広告代理店を自ら退職したあとは、結人に勧められたこともあって昔の夢だったグラフィックデザイナーになろうと試みるが、上手くいかずに結局以前結人が務めていた会社で代行業をするようになる。
第8話で昔から望美に嫉妬していていたことを明かし一度は縁を切るも多恵の死をきっかけに和解。
第9話にて多恵が倒れた際、「望美を元に戻して4人ですき焼きを食べる」と書かれた日記を偶然目にし、母を目覚めさせるために付きっきりで看病をする。

### 今村家
今村進次（いまむら しんじ）〈58〉
演 - 田中哲司
望美の父。
かつては大手ハウスメーカーの営業マンで社長賞を何度も取るなど成績も優秀だった。
望美の事故後しばらくは意識回復を信じて多恵と毎日看護を続けるも延命措置をめぐり毎日喧嘩になり「私はあなたのような弱い人間じゃない」と言われ心が折れてしまい離婚。1年後に過去にお見合いで出会った加奈と再婚したが、前の家族に未練があり家族関係はうまくいっておらず、そのことが加奈に不満を持たれており、第7話では望美にも指摘された。
25年前、望美の自転車のブレーキが壊れているのを知りながら修理に出さなかったことから（第2話回想ですれ違った望美が通り過ぎ後思い出している）事故の原因は全部自分にあると責めていた。
現在の時岡家は彼が建てたものであるが現在では名義は多恵のものになっており、第1話で望美の退院祝いに家族で暮らしているふりをしろと言われ久しぶりに自宅を訪れた際には単身赴任が長かったと誤魔化している。第7話で多恵が家を売ると言った際には怒っていた。
現在での仕事はアフターサービスが中心となったことで早期退職→青森支社転勤の話が出ていた中、加奈に家から追い出され顧客に引き渡す家で酔いつぶれていたことが原因で懲戒解雇になった。第7話では工事現場で働いていたが、最終回では子供の頃からの夢だった一級建築士の夢を叶えるためエピローグで勉強していた。
多恵の葬儀では望美と愛美が呆れるほど号泣し、火葬の煙が出て二人に指摘されるまで泣いていた。
今村加奈（いまむら かな）〈50〉
演 - 富田靖子
進次の再婚相手。進次とは過去にお見合いで出会っている。
前夫と離婚後に進次と再婚するが、進次が前の家族に未練があることに薄々気づいており、自分たちと向き合ってくれないことに不満を抱きながら暮らしていた。
第5話で日ごろの不満から暴れた後、通販で物を買う以外は部屋から出てこなくなり口も利かなくなり、離婚届を突きつけるも第8話で進次が達也のアドバイスを受け、昔の家族と一緒に暮らしたいと打ち明け離婚を決意し、判を押した離婚届けを受け取らず許している。
今村達也（いまむら たつや）〈25〉
演 - 竜星涼
加奈の連れ子（進次の義理の息子）。
大学を卒業後、就職先で職場いじめに遭い、2年足らずで退職した後、心を病んで部屋に閉じこもってしまい、食べ物や飲み物が欲しいときのみメールを送って出てくる（公式サイトでの説明では毎回手にしたアイテムが部屋での行動でのヒントになっていると書かれている）。
整形手術のために10を出すなら出てくると言い、その最中、望美が来た際、彼女にしつこく質問攻めを受けたことや整形手術のことを言った際、憎んでいる自分の顔のことを言われたことで余計に荒れてしまい、加奈の顔に痣があったことから暴力を奮ったことが示唆されており、家庭環境は余計に悲惨なものになってしまった。
第9話で自身の本心を打ち明けた後は、家族で食事をするようになった。最終話ではハウスメーカーの夢が見つかり、エピローグではそこで働いている。

### 愛美および進次の職場関係者
相沢秀男（あいざわ ひでお）〈35〉
演 - 細田善彦
愛美が勤務する広告代理店の営業部課長で元恋人。
愛美のあまりに重すぎる愛情に重荷を感じ別れたが、今でも愛美には追い回されている。部下の林田と交際している。
最終回では子会社に出向したため結婚式当日に林田に逃げられた。
林田藤子（はやしだ ふじこ）〈23〉
演 - 大友花恋
愛美の後輩で相沢の恋人。
大手企業の役員を父に持つ令嬢で、裕福な家庭環境で甘やかされて育ったため、自分がチヤホヤされるのは当たり前だと思っている。コピー機の使い方もできないため愛美からは呆れられている。
相沢と別れた後、別の男性と寿退社するもその男性に散々貢いだ挙げ句に逃げられ、こうなったら一生、親に依存して生きようとしたところ、両親が会社の金を横領し借金まみれになり自分が働かないと親が食べていけない状況になりエピローグで愛美が就職した会社に勤めていた。
村瀬了（むらせ りょう）
演 - 小林亮太
愛美の同僚。
福井麻衣（ふくい まい）
演 - 矢野優花
愛美の同僚。
桑原雄大（くわはら ゆうだい）
演 - 福澤重文
愛美の同僚。
仲野翼（なかの つばさ）
演 - 山口翔悟
進次の部下。

### ゲスト
第1話
村上（むらかみ）
演 - 前野恵
理学療法士。

第2話
由紀（ゆき）
演 - 真凛（幼少期：咲希）（最終回）
望美の小学校の時の友達。子供のころの夢は保育園の先生だったが実際は非正規で会計事務所で働いている。
最終回では望美に再会したことから昔の夢を思い出し保育士の資格を取りそこで知り合った男性と結婚することになり、望美を結婚式に招待する。
沙織（さおり）
演 - 信江勇（幼少期：宮坂琴葉）
望美の小学校の時の友達。子供のころの夢はケーキ屋だったが実際は専業主婦で、子供が2人いる。
クサノ
演 - 宮瀬アヤ
望美と多恵が立ち寄ったショッピングセンターのインフォメーションスタッフ。迷子になった望美が35歳だと知り、驚いていた。

第3話
親子
演 - 中野剛、海老塚幸穏
社長
演 - 世志男
社員
演 - 山本直輝
塾講師
演 - 松長ゆり子

第4話
女子中学生1
演 - Hinata
女子中学生2
演 - 柿澤ゆりあ
女子中学生3
演 - 中尾百合音
誘拐男
演 - 髙野光希

第7話
広瀬尚志（広瀬結人の父）
演 - 西岡徳馬
広瀬依子（広瀬結人の母）
演 - 筒井真理子（最終回）
ヘルパー
演 - 柳谷ユカ
面接教師
演 - 津村知与支
店長
演 - 夙川アトム
外国人店員（サントス）
演 - JOANNIE O
クレーム客
演 - 仁科貴

第8話
三山正登（男子生徒）
演 - 石田星空（第9話・最終回）

最終回
由紀の母
演 - 朝加真由美

## スタッフ
- 脚本 - 遊川和彦
- 演出 - 猪股隆一、明石広人、伊藤彰記、大谷太郎
- チーフプロデューサー - 池田健司
- プロデューサー - 大平太、諸田景子、田上リサ
- 音楽 - 平井真美子
- 主題歌 - King Gnu「三文小説」（ソニー・ミュージックレーベルズ）[19]
- 制作協力 - AX-ON
- アイパートナー - こおろぎさとみ

## 放送日程
| 話数                                                                        | 放送日   | サブタイトル | ラテ欄                               | 演出     | 視聴率 |
| --------------------------------------------------------------------------- | -------- | --- | ------------------------------------ | -------- | ------ |
| 第1話                                                                       | 10月10日 | 25年ぶりに帰ってきた娘は、35歳の子供だった…。 | 25年ぶりに目覚めた 心が10歳のオトナ  | 猪股隆一 | 11.1%  |
| 第2話                                                                       | 10月17日 | 結人の励ましを受け、 25年の月日が流れた現実を現実受け入れようと決意した望美。 しかし、家族はそれぞれに人生の行き詰まりを感じていて…。                              | 盗まれた時間と家族を 取り戻す方法は… | 猪股隆一 | 09.6%  |
| 第3話                                                                       | 10月24日 | 自分のせいで多恵が父や妹と衝突するのを悲しく思う望美。 結人に助けを求めに行くと、 偶然にも代行業を手伝うことになる…。                                              | 母と初恋相手の間で揺れる心… 初ゲンカ | 明石広人 | 10.0%  |
| 第4話                                                                       | 10月31日 | 望美はなぜか多恵のことを鬱陶しく感じ始める。 そんな心と体が噛み合わない望美を、 新たなトラブルが待ち構えていた…。                                                  | 25年越しの反抗期! 初めての母の涙の訳 | 伊藤彰記 | 09.1%  |
| 第5話                                                                       | 11月07日 | 子供時代を懐かしく感じ始める望美。 急速に大人びて来た思春期のような望美と結人の関係を、 多恵は不安げに見守るが…。                                                  | 母を捨て彼の元へ                     | 猪股隆一 | 09.4%  |
| 第6話                                                                       | 11月14日 | 多恵の元を離れ結人との「幼い同棲」を始める望美は、 家族の幸せを心から願うあまり、 思いがけない行動に出る…。                                                        | 幼い同棲と神の罸                     | 大谷太郎 | 07.6%  |
| 第7話                                                                       | 11月21日 | 喧嘩別れした家族が内心気になりつつも、 結人のために生きようと決めた望美。 望美は結人に両親に挨拶させてほしいと頼むが…。                                            | 愛して知った孤独… 恋人も家族も捨てる | 伊藤彰記 | 07.7%  |
| 第8話                                                                       | 11月28日 | 望美は家族と結人の前から姿を消し、 連絡もつかない状態に。 結人は手掛かりを求めて、愛美に連絡するが…。                                                              | 愛を忘れた娘の命は 私の手で奪います… | 猪股隆一 | 09.3%  |
| 第9話                                                                       | 12月05日 | 多恵が倒れたことに衝撃を受けつつも、 愛美と進次に任せて病院を後にする望美。 それぞれの歪んだ時計の針が動き始める…。                                                | 奇跡の母が残した最後の言葉… 愛してる | 大谷太郎 | 07.2%  |
| 最終話                                                                      | 12月12日 | 望美は多恵を失った喪失感に沈みながらも、 両親が残した家に愛美と住むことを決める。 そんな中、結人と久々の再会を果たすことに…。 壮絶な人間ドラマの最後の幕が上がる。 | 25年ぶりに目覚めた私の母に捧げる答え | 猪股隆一 | 09.7%  |
| 平均視聴率 9.1%（視聴率はビデオリサーチ調べ、関東地区・世帯・リアルタイム） |          | |                                      |          |        |

- 第7話は『SMBC日本シリーズ 第1戦 巨人×ソフトバンク』の放送延長に伴い23時 - 23時54分に放送された。